# USA:s krigsminister
USA:s krigsminister (Secretary of War) är en numera avskaffad ministerpost. Ämbetet existerade från 1789 och fram till ikrafträdandet av National Security Act of 1947 då tre nya ämbeten kom att överta krigsministerns tidigare ansvarsområden: försvarsministern, arméministern och flygvapenministern. Krigsministern var som chef för krigsdepartementet (War Department) ansvarig för både armén och flottan från 1789 och fram till 1798. Marindepartementet under ledning av marinministern skapades 1798 och därefter fram till 1947 var krigsministern enbart chef för armén.

## Lista över USA:s krigsministrar
| Nr | Bild | Namn                           | Delstat        | Tillträdde        | Avgick            | Tjänstgjorde under:                 |
| -- | ---- | ------------------------------ | -------------- | ----------------- | ----------------- | ----------------------------------- |
| 1  |      | Henry Knox                     | Massachusetts  | 12 september 1789 | 31 december 1794  | George Washington                   |
| 2  |      | Timothy Pickering              | Pennsylvania   | 2 januari 1795    | 10 december 1795  | George Washington                   |
| 3  |      | James McHenry                  | Maryland       | 27 januari 1796   | 1 juni 1800       | George Washington John Adams        |
| 4  |      | Samuel Dexter                  | Massachusetts  | 1 juni 1800       | 31 januari 1801   | John Adams                          |
| 5  |      | Henry Dearborn                 | Massachusetts  | 5 mars 1801       | 4 mars 1809       | Thomas Jefferson                    |
| 6  |      | William Eustis                 | Massachusetts  | 7 mars 1809       | 13 januari 1813   | James Madison                       |
| 7  |      | John Armstrong, Jr.            | New York       | 13 januari 1813   | 27 september 1814 | James Madison                       |
| 8  |      | James Monroe                   | Virginia       | 27 september 1814 | 2 mars 1815       | James Madison                       |
| 9  |      | William H. Crawford            | Georgia        | 1 augusti 1815    | 22 oktober 1816   | James Madison                       |
| 10 |      | John Caldwell Calhoun          | South Carolina | 8 oktober 1817    | 4 mars 1825       | James Monroe                        |
| 11 |      | James Barbour                  | Virginia       | 7 mars 1825       | 23 maj 1828       | John Quincy Adams                   |
| 12 |      | Peter Buell Porter             | New York       | 23 maj 1828       | 4 mars 1829       | John Quincy Adams                   |
| 13 |      | John Henry Eaton               | Tennessee      | 9 mars 1829       | 18 juni 1831      | Andrew Jackson                      |
| 14 |      | Lewis Cass                     | Michigan       | 1 augusti 1831    | 5 oktober 1836    | Andrew Jackson                      |
| 15 |      | Joel Roberts Poinsett          | South Carolina | 7 mars 1837       | 4 mars 1841       | Martin Van Buren                    |
| 16 |      | John Bell                      | Tennessee      | 5 mars 1841       | 13 september 1841 | William Henry Harrison John Tyler   |
| 17 |      | John Canfield Spencer          | New York       | 12 oktober 1841   | 4 mars 1843       | John Tyler                          |
| 18 |      | James Madison Porter           | Pennsylvania   | 8 mars 1843       | 14 februari 1844  | John Tyler                          |
| 19 |      | William Wilkins                | Pennsylvania   | 15 februari 1844  | 4 mars 1845       | John Tyler                          |
| 20 |      | William L. Marcy               | New York       | 6 mars 1845       | 4 mars 1849       | James K. Polk                       |
| 21 |      | George W. Crawford             | Georgia        | 8 mars 1849       | 22 juli 1850      | Zachary Taylor                      |
| 22 |      | Charles Magill Conrad          | Louisiana      | 15 augusti 1850   | 4 mars 1853       | Millard Fillmore                    |
| 23 |      | Jefferson Davis                | Mississippi    | 7 mars 1853       | 4 mars 1857       | Franklin Pierce                     |
| 24 |      | John Buchanan Floyd            | Virginia       | 6 mars 1857       | 29 december 1860  | James Buchanan                      |
| 25 |      | Joseph Holt                    | Kentucky       | 18 januari 1861   | 4 mars 1861       | James Buchanan                      |
| 26 |      | Simon Cameron                  | Pennsylvania   | 5 mars 1861       | 14 januari 1862   | Abraham Lincoln                     |
| 27 |      | Edwin M. Stanton               | Ohio           | 20 januari 1862   | 28 maj 1868       | Lincoln Andrew Johnson              |
| 28 |      | John McAllister Schofield      | Missouri       | 1 juni 1868       | 13 mars 1869      | Andrew Johnson                      |
| 29 |      | John Aaron Rawlins             | Illinois       | 13 mars 1869      | 6 september 1869  | Ulysses S. Grant                    |
| 30 |      | William W. Belknap             | Iowa           | 25 oktober 1869   | 2 mars 1876       | Ulysses S. Grant                    |
| 31 |      | Alphonso Taft                  | Ohio           | 8 mars 1876       | 22 maj 1876       | Ulysses S. Grant                    |
| 32 |      | James Donald Cameron           | Pennsylvania   | 22 maj 1876       | 4 mars 1877       | Ulysses S. Grant                    |
| 33 |      | George Washington McCrary      | Iowa           | 12 mars 1877      | 10 december 1879  | Rutherford B. Hayes                 |
| 34 |      | Alexander Ramsey               | Minnesota      | 10 december 1879  | 4 mars 1881       | Rutherford B. Hayes                 |
| 35 |      | Robert Todd Lincoln            | Illinois       | 5 mars 1881       | 4 mars 1885       | James A. Garfield Chester A. Arthur |
| 36 |      | William Crowninshield Endicott | Massachusetts  | 5 mars 1885       | 4 mars 1889       | Grover Cleveland                    |
| 37 |      | Redfield Proctor               | Vermont        | 5 mars 1889       | 5 november 1891   | Benjamin Harrison                   |
| 38 |      | Stephen Benton Elkins          | West Virginia  | 17 december 1891  | 4 mars 1893       | Benjamin Harrison                   |
| 39 |      | Daniel S. Lamont               | New York       | 5 mars 1893       | 4 mars 1897       | Grover Cleveland                    |
| 40 |      | Russell Alexander Alger        | Michigan       | 5 mars 1897       | 1 augusti 1899    | William McKinley                    |
| 41 |      | Elihu Root                     | New York       | 1 augusti 1899    | 31 januari 1904   | William McKinley Theodore Roosevelt |
| 42 |      | William Howard Taft            | Ohio           | 1 februari 1904   | 30 juni 1908      | Theodore Roosevelt                  |
| 43 |      | Luke Edward Wright             | Tennessee      | 1 juli 1908       | 4 mars 1909       | Theodore Roosevelt                  |
| 44 |      | Jacob M. Dickinson             | Illinois       | 12 mars 1909      | 21 maj 1911       | William Howard Taft                 |
| 45 |      | Henry L. Stimson               | New York       | 22 maj 1911       | 4 mars 1913       | William Howard Taft                 |
| 46 |      | Lindley Miller Garrison        | New Jersey     | 5 mars 1913       | 10 februari 1916  | Woodrow Wilson                      |
| 47 |      | Newton Diehl Baker             | Ohio           | 9 mars 1916       | 4 mars 1921       | Woodrow Wilson                      |
| 48 |      | John Wingate Weeks             | Massachusetts  | 5 mars 1921       | 13 oktober 1925   | Warren G. Harding Calvin Coolidge   |
| 49 |      | Dwight Filley Davis            | Missouri       | 14 oktober 1925   | 4 mars 4, 1929    | Calvin Coolidge                     |
| 50 |      | James William Good             | Iowa           | 6 mars 1929       | 18 november 1929  | Herbert Hoover                      |
| 51 |      | Patrick Jay Hurley             | Oklahoma       | 9 december 1929   | 4 mars 1933       | Herbert Hoover                      |
| 52 |      | George Dern                    | Utah           | 4 mars 1933       | 27 augusti 1936   | Franklin D. Roosevelt               |
| 53 |      | Harry Hines Woodring           | Kansas         | 25 september 1936 | 20 juni 1940      | Franklin D. Roosevelt               |
| 54 |      | Henry L. Stimson               | New York       | 10 juli 1940      | 21 september 1945 | F. D. Roosevelt Harry S. Truman     |
| 55 |      | Robert P. Patterson            | New York       | 27 september 1945 | 18 juli 1947      | Harry S. Truman                     |
| 56 |      | Kenneth Claiborne Royall       | North Carolina | 19 juli 1947      | 18 september 1947 | Harry S. Truman                     |

### Notförteckning
1. ↑  Används sedan 1947 av arméministern.
2. ↑  ”McHenry's Resignation”. wardepartmentpapers.org. Arkiverad från originalet den 29 december 2018. https://web.archive.org/web/20181229031532/http://wardepartmentpapers.org/document.php?id=39592. Läst 5 januari 2011.
3. ↑  Fortsatte som den första arméministern.